# Татарка (притока Лопані)
Татарка — річка в Україні, у Дергачівському районі Харківської області. Ліва притока Лопані (басейн Дону).

## Опис
Довжина річки приблизно 9,60 км, найкоротша відстань між витоком і гирлом — 7,14  км, коефіцієнт звивистості річки — 1,35 .

## Розташування
Бере початок на південно-східній стороні від селища Козача Лопань. Спочатку тече на південний схід через Кудіївку, потім переважно на південний захід через Бугаївку, Токарівку, Дубівку та Лобанівку. У селі Цупівка впадає у річку Лопань, ліву притоку Уди.
Неподалік від витоку річки пролягає євроавтошлях E105М20, а у селі Цупівка річку перетинає автошлях Т 2117.

## Цікавий факт
- Від витоку річки на відстані приблизно 4,56 км розташований пункт пропуску Козача Лопань через державний кордон України на кордоні з Росією.